# ФК Реал Бетис
ФК Реал Бетис (шп. Real Betis Balompié) је шпански фудбалски клуб из града Севиље, члан Прве лиге Шпаније.

## Историја
Име Бетис је изведено из речи Baetica, римског назива за Андалузију. Клуб су основали 1907. године пребегли чланови фудбалског клуба Севиље. Управо из тог разлога та два клуба су још дан данас једни од највећих ривала у Шпанији, стављају их одмах уз раме најпознатијем ривалитету између Барселоне и Реал Мадрида. Седам година касније клуб добија краљевски печат, од тога дана име клуба гласи Real Betis Balompié. Реч Balompié у називу клуба је шпанска реч за фудбал. Занимљиво је да је Бетис један од малобројних клубова у Шпанији који користи овај назив. Сви остали користе у свом називу англизам fútbol. Године 1912, Мануел Рамос Асенсио један од оснивача клуба, враћа се са службеног пута у Глазгов са зелено-црном комбинацијом дресова који су били донација шкотског фудбалског клуба Селтика. Због неколико узастопних пораза зелено-црна комбинација дресова сматрана је несрећном за клуб и убрзо је замењена зелено-белом комбинацијом коју клуб још и данас носи. Клуб свој први трофеј осваја у сезони 1927/1928, победом у финалу Купа Андалузије, а 1935. године освајају засад своју једину титулу Шпанског првака. Због своје репутације радничке екипе Бетис лагано пада у заборав за време Франкове ере. Први Куп краља (Copa del Rey) освајају 1977. године, а следећи је освојен 2005. године. У сезони 2004/05 Бетис завршава четврти у Шпанској лиги што је најбољи резултат у новијој историји клуба, па 2005/2006 први пут наступају у Лиги шампиона. Трећи трофеј у купу Краља Бетис је освојио 2022. године тријумфом у финалу над екипом Валенсије након извођења једанаестераца.

### 2006/07.
У сезони 2006/07 завршавају на шеснаестом месту у Првој лиги. То је била једна од тежих сезона за клуб у којој су забележили само осам победа, четрнаест пораза и шеснаест нерешених сусрета. У тој сезони Бетис је променио чак три тренера али ниједна промена нажалост није донела жељени учинак. На крају сезоне ипак избегавају испадање из лиге.
За сезону 2006/07 ангажован је аргентински тренер Хектор Купер и направљене су доста велике промене у играчком кадру. Дошло је осам нових играча међу којима су Рикардо Переира, Марко Бабић, Марк Гонзалез и Мариано Павоне, а четрнаест играча је напустило клуб.

### 2007/08.
3. децембра 2007. Бетис уручује отказ Ектору Куперу после низа лоших резултата, заменио га је Пако Чапаро. Ово је Бетису била пета промена тренера од 2006. године.

## Успеси клуба
- Прва лига Шпаније:
  - Првак (1): – 1934/35.
- Куп Шпаније:
  - Освајач (3): – 1976/77, 2004/05, 2021/22.
  - Финалиста (2): – 1931, 1996/97.

## Учешће у такмичењима

### Домаћа
- Прва Лига 60:
- Друга лига 28:
- Трећа лига 7:

### Европска
1 финале
- Лига конференције: 2025.

Учешћа
- Лига шампиона 1:
  - 2005/06.
- УЕФА куп / Лига Европе 11:
  - 1982/83, 1984/85, 1995/96, 1998/99, 2002/03, 2005/06, 2013/14, 2018/19, 2021/22, 2022/23, 2023/24.
- Куп победника купова 2:
  - 1977/78, 1997/98.
- Лига конференције 2: 
  - 2023/24, 2024/25.
- Куп сајамских градова 1:
  - 1964/65.

## Статистика
- Највећа победа код куће: Реал Бетис 7:0 Реал Сарагоса - 1958/59.
- Највећа победа у гостима: Кадиз 0:5 Реал Бетис - 1977/78.
- Највећи пораз код куће: Реал Бетис 0:5 Реал Мадрид - 1960/61, Реал Бетис 0-5 Осасуна - 2006/07.
- Највећи пораз у гостима: Атлетик Билбао 9:1 Реал Бетис - 1932/33.